# جایزه تونی برای بهترین بازیگر نقش اول زن در یک نمایش

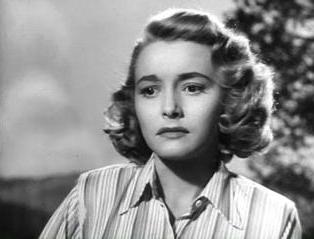
تصویر از پاتریشیا نیل از تریلر فیلم The Fountainhead

جایزه تونی برای بهترین بازیگر نقش اول زن در یک نمایش، افتخاری است که در جوایز تونی، مراسمی که در سال ۱۹۴۷ به عنوان جوایز آنتوانت پری برای تعالی در تئاتر، به بازیگران زن برای نقش‌های فرعی با کیفیت در یک
تئاتر برادوی اعطا شد. این جوایز به نام آنتوانت پری، بازیگر آمریکایی که در سال ۱۹۴۶ درگذشت، نامگذاری شده‌است. پاتریشیا نیل که در ابتدا «جایزه تونی برای بازیگر زن، نقش مکمل یا برجسته (دراماتیک)» نام داشت، اولین بار در آغاز مراسم برای ایفای نقش رجینا هابارد در قسمت دیگری از جنگل اثر لیلیان هلمن این جایزه را دریافت کرد.